# Barur, Bidar
Barur là một làng thuộc tehsil Bidar, huyện Bidar, bang Karnataka, Ấn Độ.